# 392
Évszázadok: 3. század – 4. század – 5. század
Évtizedek: 340-es évek – 350-es évek – 360-as évek – 370-es évek – 380-as évek – 390-es évek – 400-as évek – 410-es évek – 420-as évek – 430-as évek – 440-es évek
Évek: 387 – 388 – 389 – 390 –  391 – 392 – 393 – 394 – 395 – 396 – 397

## Események

### Római Birodalom
- Arcadius társcsászárt és Flavius Rufinust választják consulnak.
- II. Valentinianus nyugati császár megpróbálja leváltani a fővezéri posztról a frank származású Arbogastot, aki az utóbbi években gyakorlatilag az egész nyugati birodalomrész irányítását a kezében tartotta és saját kezűleg döfte le a császár egyik barátját, amikor sikkasztással vádolta meg azt. Arbogast nem engedelmeskedik és eldobja a császári parancsot. Később a palotában úgy összevesznek, hogy Valentinianus a testőre kardjával próbálja leszúrni a fővezért, de elveszik tőle a fegyvert. Néhány nap múlva, május 15-én Valentinianust a hálószobájában felakasztva találják, Arbogast szerint öngyilkos lett.
- Augusztusban Arbogast Flavius Eugeniust nevezi ki a nyugati birodalomrész császárává. Eugenius lecseréli a Theodosius császár által kinevezett főtisztviselőket hozzá hű szenátorokra, visszaállítja a szenátus gyűléstermébe Victoria oltárát és ismét megnyitja Venus és Roma pogány templomát Rómában. Követeket küld Theodosiushoz, hogy az ismerje el őt legitim uralkodónak, de az nem ad egyenes választ.
- Miután Theodosius hadvezére, Stilicho legyőzi a Trákiába betörő gót és hun csapatokat, vezérüket, Alarikot a császár a szolgálatába fogadja.
- Theodosius rendeletet ad ki, melyben halállal és vagyonelkobzással büntet mindenfajta bálványimádást, valamint megtiltja a kultuszeszközök (pl. tömjén) otthoni használatát.
- Keresztény fanatikusok kivágják a dodonai jóshely szent tölgyfáját.

### Korea
- Meghal Csinsza pekcsei király. Utóda unokaöccse (vagy fia), Asin.

## Születések
- Marcianus, keletrómai császár
- Galla Placidia, Theodosius lánya, III. Valentinianus felesége

## Halálozások
- május 15. – II. Valentinianus római császár (* 371)

## Fordítás
- Ez a szócikk részben vagy egészben  a(z)   392 című angol Wikipédia-szócikk ezen változatának fordításán alapul.  Az eredeti cikk szerkesztőit annak laptörténete sorolja fel. Ez a jelzés csupán a megfogalmazás eredetét és a szerzői jogokat jelzi, nem szolgál a cikkben szereplő információk forrásmegjelöléseként.